# Ligue des champions de rink hockey 2004-2005
Navigation
Ligue des champions 2003-2004 Ligue des champions 2005-2006
La Ligue des champions de rink hockey 2004-2005 est la 40e édition de la plus importante compétition européenne de rink hockey entre équipes de club, et la 10e sous la dénomination Ligue des champions. La compétition est remportée par le FC Barcelone qui devient champion d'Europe des clubs pour la 16e fois.

## Déroulement
Cette édition 2004-2005 se déroule en quatre phases : un premier tour, une phase de poules et un Final four.
Le premier tour regroupe 16 des meilleures équipes européennes de rink hockey (dont les trois équipes vainqueurs du tour préliminaire).

Les matchs se jouent en confrontations aller-retour, comme le tour préliminaire. Les 8 équipes qui gagneront en score cumulé auront le droit de jouer la phase de poules. Les 4 équipes possédant le meilleur rang européen seront quant à eux reversé en Coupe CERS.

Pour éviter l'élimination précoce de grosses équipes, le tirage au sort de ce tour s'est effectué avec un chapeau têtes de séries, interdisant ainsi la confrontation de 2 têtes de série au premier tour.
La phase de poules regroupe 8 équipes, réparties dans 2 poules de 4. Chaque équipe rencontre deux fois les autres équipes de la poule. Les 2 meilleures équipes de chaque poules joueront le Final Four.
Le Final Four regroupe sur 2 jours et en terrain neutre, les 4 meilleures équipes de la compétition.

Cette ultime phase est organisée sous la forme d'un mini championnat

## Équipes qualifiées
| 2004/05        | 2004/05       | 2004/05        | 2004/05         |
| -------------- | ------------- | -------------- | --------------- |
| FC Barcelona   | Reus Deportiu | HC Igualada    | HC Liceo Coruña |
| FC Porto       | OC Barcelos   | UD Oliveirense |                 |
| Hockey Prato   | Bassano       | Salerno        |                 |
| La Vendéenne   | St. Omer      | HC Quévert     |                 |
| SC Thunerstern | RSC Uttigen   |                |                 |

## Premier tour
| Équipe         | Resultats | Équipe          | 1ª Mão | 2ª Mão |
| HC Quévert     | 3-13      | FC Barcelona    | 1-5    | 2-8    |
| St. Omer       | 5-13      | OC Barcelos     | 2-7    | 3-6    |
| HC Igualada    | 6-3       | Bassano         | 4-0    | 2-3    |
| La Vendéenne   | 2-14      | Réus Deportiu   | 0-6    | 2-8    |
| Salerno        | 6-5       | HC Liceo Coruña | 2-3    | 4-2    |
| UD Oliveirense | 8-84      | Hockey Prato    | 5-3    | 3-1    |
| FC Porto       | 11-6      | SC Thunerstern  | 11-1   | 0-5    |
| RSC Uttigen    | /         |                 |        |        |

## Phase de poules

### Groupe A
|                | Équipes | Pts | J | V | E | D  | BM | BE  | DB |
| -------------- | ------- | --- | - | - | - | -- | -- | --- | -- |
| FC Barcelona   | 10      | 6   | 5 | 0 | 1 | 42 | 13 | 29  |    |
| UD Oliveirense | 8       | 6   | 4 | 0 | 2 | 36 | 23 | 13  |    |
| HC Igualada    | 6       | 6   | 3 | 0 | 3 | 37 | 15 | 22  |    |
| RSC Uttigen    | 0       | 6   | 0 | 0 | 6 | 8  | 72 | -64 |    |

|                | BAR | OLI | IGU | UTI  |
| -------------- | --- | --- | --- | ---- |
| FC Barcelona   | –   | 2-3 | 6-1 | 17-3 |
| UD Oliveirense | 3-6 | –   | 5-4 | 22-2 |
| HC Igualada    | 1-4 | 8-0 | –   | 16-0 |
| RSC Uttigen    | 2-7 | 1-3 | 0-7 | –    |

### Groupe B
|               | Équipes | Pts | J | V | E | D  | BM | BE  | DB |
| ------------- | ------- | --- | - | - | - | -- | -- | --- | -- |
| FC Porto      | 12      | 6   | 6 | 0 | 0 | 24 | 6  | 18  |    |
| Réus Deportiu | 8       | 6   | 4 | 0 | 2 | 22 | 8  | 14  |    |
| OC Barcelos   | 4       | 6   | 2 | 0 | 4 | 12 | 18 | -6  |    |
| Salerno       | 0       | 6   | 0 | 0 | 6 | 7  | 33 | -26 |    |

|               | FCP | REU | OCB | SAL |
| ------------- | --- | --- | --- | --- |
| FC Porto      | –   | 3-0 | 4-1 | 7-1 |
| Réus Deportiu | 2-3 | –   | 2-0 | 6-0 |
| OC Barcelos   | 2-3 | 0-5 | –   | 3-2 |
| Salerno       | 0-4 | 2-7 | 2-6 | –   |

## Final Four
|  | Demi-finales   | Demi-finales |                |   | Finale | Finale |
|  |                |              |                |   |        |        |
|  | 31 mars 2007   |              |                |   |        |        |
|  |                |              |                |   |        |        |
|  | Réus Deportiu  | 4(4)         |                |   |        |        |
|  | Réus Deportiu  | 4(4)         | 1er avril 2007 |   |        |        |
|  | FC Barcelone   | 4(5)         |                |   |        |        |
|  | FC Barcelone   | 4(5)         | FC Barcelone   | 3 |        |        |
|  | 31 mars 2007   |              | FC Barcelone   | 3 |        |        |
|  |                | FC Porto     | 2              |   |        |        |
|  | UD Oliveirense | FC Porto     | 2              | 4 |        |        |
|  | UD Oliveirense |              |                | 4 |        |        |
|  | FC Porto       | 4(5)         |                |   |        |        |
|  | FC Porto       | 4(5)         |                |   |        |        |